# Hemigymnus melapterus
Hemigymnus melapterus е вид бодлоперка от семейство Labridae. Видът не е застрашен от изчезване.

## Разпространение и местообитание
Разпространен е в Австралия, Американска Самоа, Британска индоокеанска територия, Вануату, Виетнам, Гуам, Джибути, Египет, Еритрея, Йемен, Израел, Индия, Индонезия, Йордания, Камбоджа, Кения, Кирибати, Китай, Кокосови острови, Коморски острови, Мавриций, Мадагаскар, Майот, Малайзия, Малдиви, Малки далечни острови на САЩ, Маршалови острови, Мианмар, Микронезия, Мозамбик, Науру, Ниуе, Нова Каледония, Остров Рождество, Палау, Папуа Нова Гвинея, Провинции в КНР, Реюнион, Самоа, Саудитска Арабия, Северни Мариански острови, Сейшели, Сингапур, Соломонови острови, Сомалия, Судан, Тайван, Тайланд, Танзания, Токелау, Тонга, Тувалу, Уолис и Футуна, Фиджи, Филипини, Шри Ланка и Япония.
Обитава крайбрежията и пясъчните дъна на морета, лагуни и рифове. Среща се на дълбочина от 0,8 до 30 m, при температура на водата от 25,8 до 29,3 °C и соленост 33,8 – 35,8 ‰.

## Описание
На дължина достигат до 37 cm.